# Kwangmyŏngsŏng-3
Kwangmyŏngsŏng-3 (Hangul: 광명성 3호, Hanja: 光明星 3號, âm Hán-Việt: Quang Minh Tinh 3, nghĩa là "Ngôi sao sáng-3") là vệ tinh quan sát Trái Đất của CHDCND Triều Tiên, được cho là nhằm mục đích dự báo thời tiết, nó được phóng lên quỹ đạo vào ngày 13 tháng 4 năm 2012 lúc 7:39 (UTC+9) trên tàu tên lửa Unha-3 tại trạm phóng vệ tinh Sohae, tên lửa đã bị phát nổ khoảng 90 giây sau khi khởi động. Vụ phóng vệ tinh được dự định để kỷ niệm 100 năm ngày sinh của chủ tịch Kim Nhật Thành, người sáng lập của đất nước Bắc Triều Tiên.

## Từ nguyên
Tên gọi "Kwangmyŏngsŏng" mang đầy tính biểu tượng cho chủ nghĩa dân tộc Bắc Triều Tiên và sự sùng bái gia đình họ Kim. Mặc dù lãnh đạo Triều Tiên, Kim Chính Nhật sinh ra ở Vyatskoye, gần Khabarovsk ở vùng Viễn Đông Nga, nhưng các nguồn của CHDCND Triều Tiên lại tuyên bố rằng Kim Chính Nhật sinh ra trên núi Paektu, và vào ngày đó một vì sao sáng (kwangmyŏngsŏng) đã xuất hiện trên bầu trời, báo cho mọi người biết rằng, một vị tướng mới vừa được sinh ra.